# Полный сборник универсальных знаний
Полный сборник универсальных знаний, содержащий всё, что вы хотите знать о языке, истории, государственном устройстве, бизнесе и социальных формах, а также тысяче и одной другой полезной теме (англ. The Complete Compendium of Universal Knowledge, Containing All You Want to Know of Language, History, Government, Business and Social Forms, and a Thousand and One Other Useful Subjects) — энциклопедия 1891 года Уильяма Ралстона Балча. Как следует из названия, он «стремился собрать все знания о вселенной в одно удобоваримое чтение». В издании был представлен широкий спектр тем, включая «как вылечить заикание, как почистить и придать блеск нашим брюссельским коврам, как изменить своё имя и, конечно же, как разбогатеть… рецепты… и судьба апостолов, сколько солдат армии Союза погибло в Гражданской войне и стоимость строительства мили железной дороги». 
Сборник был переиздан в 1895 году (OCLC 1387790) и в XX веке Ирвом Тейбелем (OCLC 905560405, Simulacrum Press), а также в XXI веке (ISBN 1340654598, Palala Press и другие).
Примерно в то же время Балч написал и другие энциклопедии, в том числе «Народный словарь» и «Повседневная энциклопедия» в 1883 году и «Готовый справочник: универсальная энциклопедия, содержащая всё, что каждый хочет знать» в 1901 году.